# Aloconota neospelea
Aloconota neospelea är en skalbaggsart som beskrevs av Jan Klimaszewski och Peck 1986. Aloconota neospelea ingår i släktet Aloconota och familjen kortvingar. Inga underarter finns listade i Catalogue of Life.